# 空も飛べるはず
「空も飛べるはず」（そらもとべるはず）は、日本のロックバンド・スピッツの楽曲。1994年4月25日にポリドールより通算8作目のシングルとして発売。

## 概要
ドラマ主題歌（後述の『白線流し』とは別）の依頼から、シナリオを読み、草野が2-3日で書き下ろした曲。主題歌採用はされなかったが、シングルとして発売した。
レコーディング当時は、前年にアルバム『Crispy!』を担当した笹路正徳プロデューサーとのスケジュールが合わず、代わりに土方隆行がプロデュースを務め、同時期に次のシングルとなる「青い車」もレコーディングされた。5thアルバム『空の飛び方』のレコーディングから笹路が復帰し、彼の監修のもとアルバムバージョンを制作。ボーカルテイクを再録した上でリミックスされた。
ジャケットデザインはCentral67の木村豊が手掛け、今作以後現在に至るまでスピッツ関連作品のすべてに関わっている。プロモーション・ビデオは竹内鉄郎の制作。撮影場所は茨城県稲敷郡美浦村にあった東京医科歯科大学医学部附属病院霞ヶ浦分院であり、現存はしていない。老紳士役を演じているのは丸山詠二。
1994年の発売当初はオリコン最高28位だったが、1996年1月からフジテレビ系ドラマ『白線流し』の主題歌に起用され同一品番の準新譜扱いで1996年1月25日に再出荷、オリコンチャート同年2月5日付で再登場2位、翌週1位を獲得した。自身初のシングル1位であり、「ロビンソン」以来のミリオンセラーとなる。ドラマのイメージから卒業ソングとして歌われることも多い。1996年3月に第8回ザテレビジョンドラマアカデミー賞 主題歌賞を受賞。
時代を超えたロングセラーでもあり、2023年2月度の日本レコード協会・ダウンロード認定でトリプル・プラチナ（75万DL）に認定された。
2010年4月にYouTubeで配信された公式MVは2024年7月29日に1億再生を突破した。1990年代にリリースされた楽曲としては4曲目の1億再生突破となった。
2025年4月にBillboard JAPANチャートにおけるストリーミングの累計再生回数1億回を突破した。ストリーミング再生1億回突破は自身3曲目となった。

## デモバージョン「めざめ」
1993年12月24日に1日でレコーディングされた若干、アレンジや歌詞が異なるデモバージョンが存在する。当初のタイトルは「めざめ」であり、そのままのタイトルで『CYCLE HIT 1991-1997 Spitz Complete Single Collection』（2006年）の初回盤に付属されているボーナスディスクに初収録された。

## 収録曲
| 全作詞・作曲: 草野正宗、全編曲: 土方隆行 & スピッツ。 |                    |          |            |      |
| #                                                     | タイトル           | 作詞     | 作曲・編曲 | 時間 |
| 1.                                                    | 「空も飛べるはず」 | 草野正宗 | 草野正宗   | 4:31 |
| 2.                                                    | 「ベビーフェイス」 | 草野正宗 | 草野正宗   | 4:17 |
| 合計時間:                                             | 合計時間:          | 8:48     |            |      |

## 演奏
- 草野マサムネ: Vocals, Guitars,  Backing Vocals（#2）
- 三輪テツヤ: Guitars, Backing Vocals（#2）
- 田村明浩: Bass Guitar, Backing Vocals（#2）
- 﨑山龍男: Drums, Percussion, Backing Vocals（#2）

ベビーフェイス
- 藤井理央：Keyboards
- 坂井紀雄：Backing Vocals

## 収録アルバム
空も飛べるはず
- 空の飛び方（Album Version）
- RECYCLE Greatest Hits of SPITZ
- CYCLE HIT 1991-1997 Spitz Complete Single Collection

ベビーフェイス
- 空の飛び方（Album Version）

## ねごとによるカバー
2017年にガールズバンド・ねごとによってカバーされた。ねごとによるカバー・バージョンは、同年に公開されたショウゲート配給映画『トリガール!』主題歌で、8月30日に同映画の挿入歌として使用された「ALL RIGHT」との両A面シングル『空も飛べるはず / ALL RIGHT』として発売された。
カバーのきっかけは、映画の監督である英勉より主題歌と挿入歌の演奏を依頼されたこと。蒼山幸子によると、依頼時点で「空も飛べるはず」をカバーすることが決まっていたとのことで、原曲を重んじながらアレンジしていくというかたちがとられた。また、ねごとはかねてよりスピッツのメンバーと親交があり、草野もねごとがカバーするということから映画の主題歌として使用することを許可した。
ミュージック・ビデオも制作されている。同ビデオには映画で主演を務めた土屋太鳳が出演しており、土屋が東京の空を飛ぶ映像とねごとの演奏シーンで構成されている。

### 演奏
- 蒼山幸子 - ボーカル
- 沙田瑞紀 - ギター & プログラミング & コーラス
- 藤崎佑 - ベース & コーラス
- 澤村小夜子 - ドラム & コーラス

## その他のアーティストによるカバー

### 音源化されているもの
| リリース       | アーティスト           | 収録作品                                               | 備考                                   |
| -------------- | ---------------------- | ------------------------------------------------------ | -------------------------------------- |
| 2002年10月17日 | ぱぱぼっくす           | トリビュート・アルバム『一期一会 Sweets for my SPITZ』 |                                        |
| 2004年2月4日   | 0108（音羽ゆりかご会） | カバーアルバム『想い出がいっぱい 〜旅立ちの日に3〜』   | （キング KICS-1063）                   |
| 2004年2月25日  | 弘恵                   | シングル『ポプラ』                                     |                                        |
| 2008年4月9日   | 斉藤花                 | カバーアルバム『Fozz 〜Greatest Japanese Songs〜』     |                                        |
| 2008年9月10日  | 布施明                 | カバーアルバム『Ballade』                              |                                        |
| 2009年9月16日  | 美吉田月               | アルバム『Ska Flavor#2』                               |                                        |
| 2010年1月20日  | 広瀬香美               | カバーアルバム『DRAMA Songs』                          |                                        |
| 2012年5月23日  | さよならポニーテール   | シングル『空も飛べるはず／ビアンカ／恋するスポーツ』   | TVアニメ『つり球』のエンディングテーマ |
| 2013年3月6日   | さよならポニーテール   | アルバム『青春ファンタジア』初回生産限定盤 DISC2       | TVアニメ『つり球』のエンディングテーマ |
| 2014年3月26日  | ダイスケ               | アルバム『tumugu』                                     |                                        |
| 2015年8月19日  | Ms.OOJA                | カバーアルバム『THE HITS 〜No.1 SONG COVERS〜』        |                                        |
| 2017年8月9日   | 中島美嘉               | カバーアルバム『ROOTS 〜Piano & Voice〜』              |                                        |
| 2019年5月29日  | HAN-KUN                | カバーアルバム『Musical Ambassador』                   |                                        |

### 未音源化のもの
- 2002年にオンエアされた、KIRIN「冬の温キリン HOT生茶」のCMで松嶋菜々子が歌った[22]。
- 2012年7月13日に中野サンプラザで開催された『1stソロライブ〜寝ても覚めてもゆきりんワールド〜』でAKB48の柏木由紀が歌った。AKBやその派生ユニット、フレンチ・キス、松田聖子、モーニング娘。、松浦亜弥といったアイドル・ソングをカバーする中、男性アーティストの楽曲で唯一セットリストに組み込まれた。該当のライブ映像はDVDにも収録されている。
- 2013年に高杉さと美によるカバーが、UULA配信のドラマチックカバー特集第1弾で選曲[23]。
- 2017年に泉まくらによるカバーが、リクルート「SUUMO」のCMソングとして使用された[24]。
- 2017年3月1日にアーケードで稼働したコナミアミューズメントの音楽ゲーム『ノスタルジア』で、林ももこによるカバーを採用。2020年2月17日をもって当該楽曲は削除された。

## 大張偉による盗作疑惑
中国の歌手・大張偉が歌った2009年発売の楽曲『偏偏愛上洋葱』（英題：Only Onion Is My Love、和訳：どうしても玉葱しか愛せない、作詞・作曲：Russo, Gioavanni・Della Vecchia, Domenico・Jeanne, Laurent）のメロディが『空も飛べるはず』に酷似していることがインターネットなどで話題となり、報道された。大張偉は「（パクリと疑う人は）音楽の素質が解っていない」とコメントしていたが、事務所関係者は「権利は日本からもらった」と主張しているため盗作疑惑が益々強くなった。「なぜ作曲者欄の名前が本来の草野さんではないのか」という記者の質問には「印刷のミスだ」と答えたという。また、大張偉は2006年ごろから日本の楽曲を含む盗作騒動が相次いでいる。